# Ewan Mitchell

Ewan Mitchell, 2024

Ewan Robert Mitchell (* 8. März 1997 in Derby, Derbyshire, England) ist ein britischer Schauspieler.

## Leben
Mitchell wurde am 8. März 1997 in Derby geboren. Dort wuchs er mit einem älteren Bruder auf. Er lernte das Schauspiel am Central Junior Television Workshop in Nottingham. Er startete seine Schauspielerlaufbahn durch Mitwirkungen in den beiden Kurzfilmen Stereotype und Fire im Jahr 2015. 2017 stellte er in der Fernsehserie The Halcyon in insgesamt sechs Episoden die Rolle des Billy Taylor dar. Außerdem wirkte er als Episodendarsteller in jeweils einer Episode der Serien Grantchester und Doctors mit und hatte eine Nebenrolle im Spielfilm Einfach Charlie inne. Seit demselben Jahr bis einschließlich 2022 verkörperte er die Rolle des Osferth, Bastard von König Alfred, in 28 Episoden im Netflix Original The Last Kingdom. 2018 übernahm er die Rolle des Ettore im Film High Life. 2019 folgten Besetzungen in den Kurzfilmen Salad Days und Stalker sowie die Rolle des Tom Bennett in sechs Episoden der Fernsehserie World on Fire. 2022 stellte er in drei Episoden die Rolle des Billy Washington dar. Ab demselben Jahr verkörperte er die Rolle des Aemond Targaryen in der Serie House of the Dragon.

## Filmografie (Auswahl)
- 2015: Stereotype (Kurzfilm)
- 2015: Fire (Kurzfilm)
- 2017: The Halcyon (Fernsehserie, 6 Episoden)
- 2017: Einfach Charlie (Just Charlie)
- 2017: Grantchester (Fernsehserie, Episode 3x05)
- 2017: Doctors (Fernsehserie, Episode 19x107)
- 2017–2022: The Last Kingdom (Fernsehserie, 28 Episoden)
- 2018: High Life
- 2019: Salad Days (Kurzfilm)
- 2019: Stalker (Kurzfilm)
- 2019–2023: World on Fire (Fernsehserie, 8 Episoden)
- 2022: Trigger Point (Fernsehserie, 3 Episoden)
- seit 2022: House of the Dragon (Fernsehserie)
- 2023: Saltburn
- 2024: Fontaines D. C. – In The Modern World (Musikvideo)
- 2025: Fontaines D. C. – It's Amazing To Be Young (Musikvideo)